# Tour der irischen Rugby-Union-Nationalmannschaft nach Australien 1999
| Tour der Iren nach Australien 1999 | Tour der Iren nach Australien 1999 | Tour der Iren nach Australien 1999 | Tour der Iren nach Australien 1999 | Tour der Iren nach Australien 1999 |
| Übersicht                          | S                                  | G                                  | U                                  | N                                  |
| ---------------------------------- | ---------------------------------- | ---------------------------------- | ---------------------------------- | ---------------------------------- |
| Test Matches                       | 2                                  | 0                                  | 0                                  | 2                                  |
| Sonstige Spiele                    | 2                                  | 1                                  | 0                                  | 1                                  |
| Gesamt                             | 4                                  | 1                                  | 0                                  | 3                                  |
|                                    |                                    |                                    |                                    |                                    |
| Australien                         | 2                                  | 0                                  | 0                                  | 2                                  |

Die Tour der irischen Rugby-Union-Nationalmannschaft nach Australien 1999 umfasste eine Reihe von Freundschaftsspielen der irischen Rugby-Union-Nationalmannschaft. Sie reiste von Ende Mai bis Mitte Juni 1999 durch Australien und bestritt während dieser Zeit vier Spiele. Darunter waren zwei Test Matches gegen die australische Nationalmannschaft, die beide mit Niederlagen endeten. Hinzu kamen zwei weitere Spiele gegen regionale Auswahlteams, in denen ein Sieg und eine Niederlage resultierten.

## Spielplan
- Hintergrundfarbe grün = Sieg
- Hintergrundfarbe rot = Niederlage

(Test Matches sind grau unterlegt; Ergebnisse aus der Sicht Irlands)
| # | Datum         | Gegner                   | Ort      | Stadion                 | Ergebnis |
| - | ------------- | ------------------------ | -------- | ----------------------- | -------- |
| 1 | 31. Mai 1999  | New South Wales Country  | Gosford  | Central Coast Stadium   | 43:6     |
| 2 | 05. Juni 1999 | New South Wales Waratahs | Sydney   | Sydney Football Stadium | 24:39    |
| 3 | 12. Juni 1999 | Australien               | Brisbane | Ballymore Stadium       | 10:46    |
| 4 | 19. Juni 1999 | Australien               | Perth    | Subiaco Oval            | 26:32    |

## Test Matches
| 12. Juni 1999 | Australien                                                                                        | 46 : 10        | Irland                                                       | Ballymore Stadium, Brisbane Zuschauer: 24.177 Schiedsrichter: André Watson (Südafrika) |
| 12. Juni 1999 | Versuche: Herbert Strauss (3) Tune Wilson Erhöhungen: Nathan Spooner (5) Straftritte: Spooner (2) | (13:3) Bericht | Versuche: Maggs Erhöhungen: Humphreys Straftritte: Humphreys | Ballymore Stadium, Brisbane Zuschauer: 24.177 Schiedsrichter: André Watson (Südafrika) |

Aufstellungen:
- Australien: Tom Bowman, Matt Cockbain, Dan Crowley, David Giffin, George Gregan, Dan Herbert, Tim Horan, Toutai Kefu, Chris Latham, Patricio Noriega, Jeremy Paul, Joe Roff, Nathan Spooner, Ben Tune, David Wilson  
 Auswechselspieler: Andrew Blades, Nathan Grey, Jason Little, Tiaan Strauss, Jim Williams
- Irland: Justin Bishop, Peter Clohessy, Victor Costello, Jeremy Davidson, David Humphreys, Paddy Johns, Kevin Maggs, Matt Mostyn, Dion O’Cuinneagain , Brian O’Driscoll, Conor O’Shea, Tom Tierney, Paul Wallace, Andy Ward, Keith Wood 
 Auswechselspieler: David Corkery, Reggie Corrigan, Malcolm O’Kelly

| 19. Juni 1999 | Australien                                                                    | 32 : 26        | Irland                                                                           | Subiaco Oval, Perth Zuschauer: 26.267 Schiedsrichter: André Watson (Südafrika) |
| 19. Juni 1999 | Versuche: Horan Latham Erhöhungen: Roff (2) Straftritte: Roff (3) Spooner (3) | (9:11) Bericht | Versuche: Bishop Clohessy Maggs Erhöhungen: Humphreys Straftritte: Humphreys (3) | Subiaco Oval, Perth Zuschauer: 26.267 Schiedsrichter: André Watson (Südafrika) |

Aufstellungen:
- Australien: Tom Bowman, Matt Cockbain, David Giffin, Dan Herbert, George Gregan, Tim Horan, Toutai Kefu, Chris Latham, Jason Little, Patricio Noriega, Glen Panoho, Jeremy Paul, Joe Roff, Nathan Spooner, David Wilson  
 Auswechselspieler: Matt Burke, Dan Crowley, Nathan Grey, Phil Kearns, Tiaan Strauss, Jim Williams
- Irland: Jonathan Bell, Justin Bishop, Trevor Brennan, Peter Clohessy, Girvan Dempsey, David Humphreys, Paddy Johns, Kevin Maggs, Dion O’Cuinneagain , Brian O’Driscoll, Malcolm O’Kelly, Tom Tierney, Paul Wallace, Andy Ward, Keith Wood 
 Auswechselspieler: David Corkery, Reggie Corrigan, Jeremy Davidson, Ross Nesdale